# Сем Кендрікс
Сем Кендрікс (англ. Sam Kendricks, нар. 7 вересня 1992) — американський легкоатлет, який спеціалізується на стрибках з жердиною, бронзовий призер Олімпійських ігор (2016), дворазовий чемпіон світу (2017, 2019).
27 липня 2019 на національній першості в Де-Мойні спортсмен стрибнув на 6,06 — вище за Кендрікса на відкритому повітрі стрибав до цього лише Сергій Бубка у 1994 (6,14).
8 лютого 2020 на змаганнях серії «Perche Elite Tour» у Руані встановив новий рекорд Північної та Центральної Америки та країн Карибського басейну зі стрибків з жердиною в приміщенні (6,01), покращивши на 1 см попереднє досягнення, співавторами якого були співвітчизник Джефф Гартвіг та канадієць Шонесі Барбер.

## Виступи на основних міжнародних змаганнях
| Рік  | Змагання                     | Місто          | Місце | Примітки |
| ---- | ---------------------------- | -------------- | ----- | -------- |
| 2013 | Універсіада                  | Казань         | 1     |          |
| 2015 | Чемпіонат світу              | Пекін          | 9     |          |
| 2016 | Чемпіонат світу в приміщенні | Портленд       | 2     |          |
| 2016 | Олімпійські ігри             | Ріо-де-Жанейро | 3     |          |
| 2017 | Чемпіонат світу              | Лондон         | 1     |          |
| 2018 | Чемпіонат світу в приміщенні | Бірмінгем      | 2     |          |
| 2018 | Континентальний кубок        | Острава        | 1     |          |
| 2019 | Чемпіонат світу              | Доха           | 1     | [ 3 ]    |